# Mateusz Kuligowski
Mateusz Ignacy Kuligowski herbu Drogomir (ur. ok. poł. XVII w., zm. po 1699) – polski pisarz, poeta, tłumacz, ksiądz i magister sztuk wyzwolonych i filozofii.

## Życiorys
Uczył się w szkołach jezuickich w Wilnie, m.in. jego profesorem retoryki był Michał Bujnowski (rektor w Nieświeżu i Połocku), a gramatyki Paweł Bochen. Potem prawdopodobnie studiował w 1682 w Padwie, gdzie został zapisany jako Michał Kulikowski, protonotariusz apostolski. Został księdzem oraz magistrem sztuk wyzwolonych i filozofii. W 1675 został plebanem, a następnie dziekanem brzozowskim, w 1688 dziekanem wołkowyskim oraz proboszczem i plebanem wołpińskim (1688–1699). W 1694 był protonotariuszem Stolicy Apostolskiej i archidiakonem bakowieńskim. Najczęściej przebywał na Litwie. Związany z Sapiehami, którym dedykował swoje księgi. Prawdopodobnie był wykładowcą nauk wyzwolonych.

## Twórczość

### Ważniejsze utwory
- Dźwięk Marsa walecznego w walnej ekspedycji chocimskiej i otrzymanego w r. 1673 nad Turkami zwycięstwa, Wilno 1674, drukarnia OO. Franciszkanów (według Estreichera 1675)
- Demokryt śmieszny albo śmiech Demokryta chrześciańskiego z tego świata, Wilno 1699, drukarnia T.J., fragmenty przedr. J. Tuwim Cztery wieki polskiej fraszki, Warszawa 1937, wyd. 2 Warszawa 1957, (zbiór anegdot, powiastek i wierszy herbowych)

### Przekłady
- Jan (mnich palestyńskiego klasztoru Św. Sabby z w. VII) Królewic indyjski w polski strój przybrany albo Historia o świętym Jozafacie królewicu indyjskim i o świętym Barlaamie pustelniku pustyniej Sennaar nazwanej, Kraków 1688, drukarnia M.A. Schedel, podobiznę wstępu podał Z. Gloger Encyklopedia staropolska, t. 4, Warszawa 1904, s. 149, (dosłowne tłumaczenie – z własnymi, wyodrębnionymi drukiem dodatkami – łacińskiego przekł. Jakuba Billiusza Cenobiarchy [1593] z greckiego oryginału)
- Piotr Besseusz (Besse) Heraklita chrześciańskiego albo grzesznika pokutującego lamenta, Warszawa (1694), drukarnia Kolegium Pijarów, (według Estreichera pt. Heraklit chrześciański... to jest Lament grzesznika pokutującego)